# Gorki-Park (Minsk)

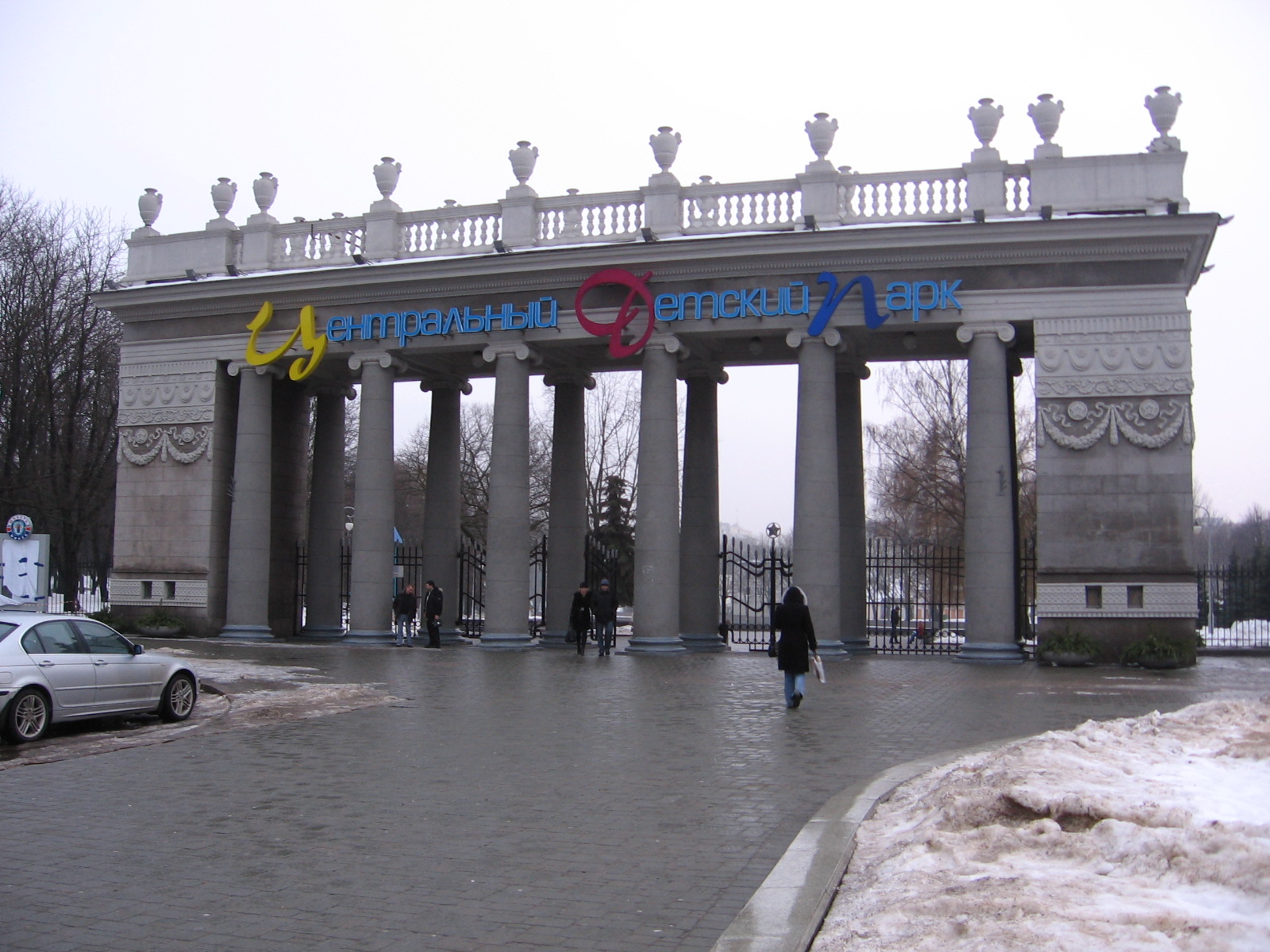
Eingang zum Gorki-Park

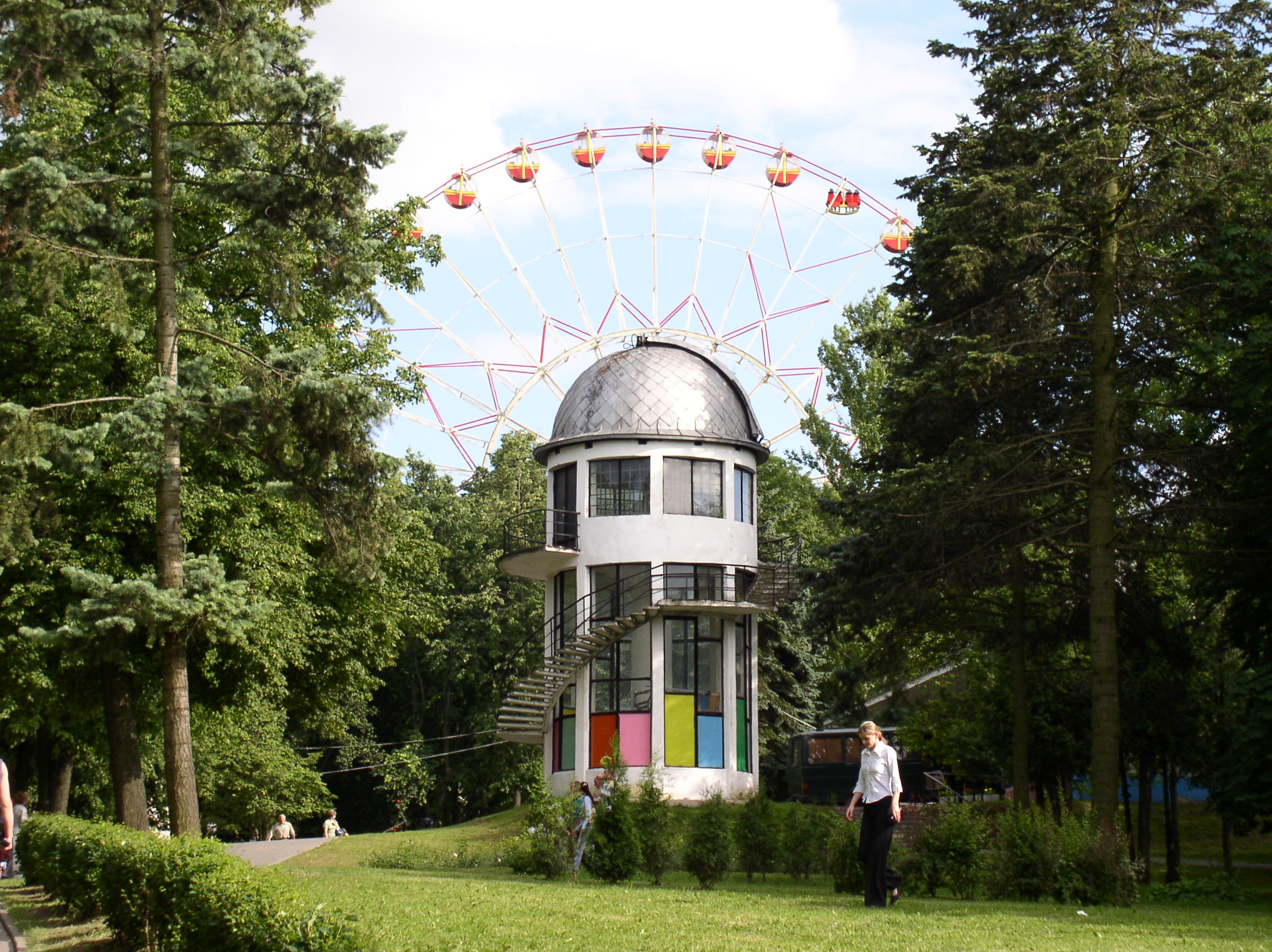
Die Volkssternwarte und das Riesenrad im Gorki-Park

Der Gorki-Park (russisch Цэнтральны дзіцячы парк імя Максіма Горкага, vollständige Übersetzung: Maxim Gorki Zentraler Kinderpark) ist ein öffentlicher Stadtpark in der belarussischen Hauptstadt Minsk. Er befindet sich in der Nähe des Siegesplatzes und des Janka-Kupala-Parks.
Im Jahre 1800 wurde der Park unter dem Namen „Gouverneurgarten“ eröffnet. Während der Sowjetzeit wurde er nach dem berühmten russischen bzw. sowjetischen Schriftsteller Maxim Gorki benannt. In vielen Städten der Sowjetunion wurden Parks mit seinem Namen eingerichtet.
Der Park beherbergt einen Vergnügungspark mit einem 54 Meter hohen Riesenrad. Außerdem gibt es eine Volkssternwarte mit einem Planetarium sowie eine Eissporthalle.